# 県立自然公園船形連峰
県立自然公園船形連峰（けんりつしぜんこうえんふながたれんぽう）は、宮城県西部の1市3町にまたがる県立自然公園である。

## 概要
船形山、前船形山、蛇ケ岳、荒神山、三峰山、後白髪山、泉ヶ岳などを含む山岳公園で、鏡ケ池、鈴沼、桑沼、白沼などの湖沼があり、大倉川の渓谷、色麻の大滝、三光宮の溶岩流、前森の風穴、薬萊山、七ツ森などを含む。
ハイマツ低木林、亜高山性落葉広葉低木林、ブナ低木林、ブナ林などの原生的な自然が残されているのが特徴である。

## 見所
- 大滝キャンプ場
- 保野川
- 鏡ケ池
- 大滝川
- 桑沼
- 吉田川
- 三光の宮[3]
- 鈴沼

## アクセス
- 東北自動車道の大和インターチェンジから西へ車で約40分